# Augusto de Negri
Augusto de Negri – argentyński lekkoatleta, sprinter. Wicemistrz Ameryki Południowej w biegu na 100 m z 1924 roku.
Zawodnik zdobył srebrny medal w biegu na 100 metrów podczas lekkoatletycznych mistrzostw Ameryki Południowej w 1924 roku, przegrywając jedynie z rodakiem Miguelem Enrico. Ponadto de Negri zdobył także złoto w biegu na 100 metrów podczas nieoficjalnych lekkoatletycznych mistrzostw Ameryki Południowej w 1922 roku.